# Jimmy Rave
James Guffey (Atlanta, 8 de dezembro de 1982 – Filadélfia, 12 de dezembro de 2021) foi um lutador de wrestling profissional norte-americano. Ficou conhecido por trabalhar na Total Nonstop Action Wrestling com o ring name de Jimmy Rave.

## Carreira no Wrestling
- Ring of Honor (2003–2007, 2009-presente)
- Total Nonstop Action Wrestling (2007–2009)

## Títulos e prêmios
- Combat Zone Wrestling
  - CZW Iron Man Championship (1 vez)
- Full Impact Pro
  - FIP Tag Team Championship (1 vez) – com Fast Eddie Vegas
- Hardkore Championship Wrestling
  - HCW Hardcore Championship (1 vez)
  - HCW Tag Team Championship (1 vez) – com Darin Childs
- NWA Wildside
- Nacional
  - NWA World Junior Heavyweight Championship (2 vezes)
- Regional
  - NWA Wildside Junior Heavyweight Championship (2 vezes)
- Ring of Honor
  - Trios Tournament vencedor (2006) – com Alex Shelley e Abyss